# بيتر مورتون داي
بيتر مورتون داي (بالإنجليزية: Peter Morton Day)‏ هو صحفي أمريكي، ولد في 1 أغسطس 1914، وتوفي في 5 مايو 1984.